# ایزاک پی. واکر
ایزاک پی. واکر (به انگلیسی: Isaac P. Walker) سناتور سابق عضو حزب دموکرات ایالات متحده آمریکا بود. وی در سال ۱۸۴۸ تا ۱۸۵۵ میلادی سناتور ایالت ویسکانسین در سنای ایالات متحده آمریکا بود.